# الژبیتا گورالچیک
الژبیتا گورالچیک (لهستانی: Elżbieta Góralczyk؛ ۸ آوریل ۱۹۵۰ – ۱۶ ژانویهٔ ۲۰۰۸) بازیگر و چهره‌پرداز اهل لهستان بود.
از فیلم‌ها یا مجموعه‌های تلویزیونی که وی در آن‌ها نقش داشته‌است، می‌توان به جنگ داخلی اشاره نمود.